# Elfva Barrio
Elfva Barrio, född 7 januari 1997 i Madrid, Spanien, är en svensk socialdemokratisk politiker. Sedan 1 januari 2024 är hon förbundsordförande för Socialdemokratiska studentförbundet (S-studenter).
Elfva Barrio har kandidatexamen och masterexamen i statsvetenskap från Lunds universitet, där hon också var engagerad i Lunds socialdemokratiska studentklubb.
Barrio har varit ledamot av Lunds kommuns miljönämnd samt social- och arbetsmarknadsnämnd. Mellan 2022–2023 var hon tjänstgörande ersättare i Lunds kommunfullmäktige.